# Nova Friburgo (distrito)
O distrito de Nova Friburgo é o 1º distrito do município brasileiro de Nova Friburgo, na região serrana do estado do Rio de Janeiro. O distrito é composto por 27 bairros. Sua população no ano de 2022 é de 104 787 habitantes.

## Geografia
O bioma do distrito sede é a Mata Atlântica.

## População
Em 2022, o distrito sede tinha uma população de 104 787 habitantes, segundo o censo 2022 do IBGE. Já em 2010 era de 113 108 habitantes. Mais dado da população abaixo:

### População por sexo, rural e urbana
- Sexo masculino (2010): 53 141
- Sexo feminino (2010): 59 967
- Urbana (2010): 113 108
- Rural (2010): Não há

## Economia

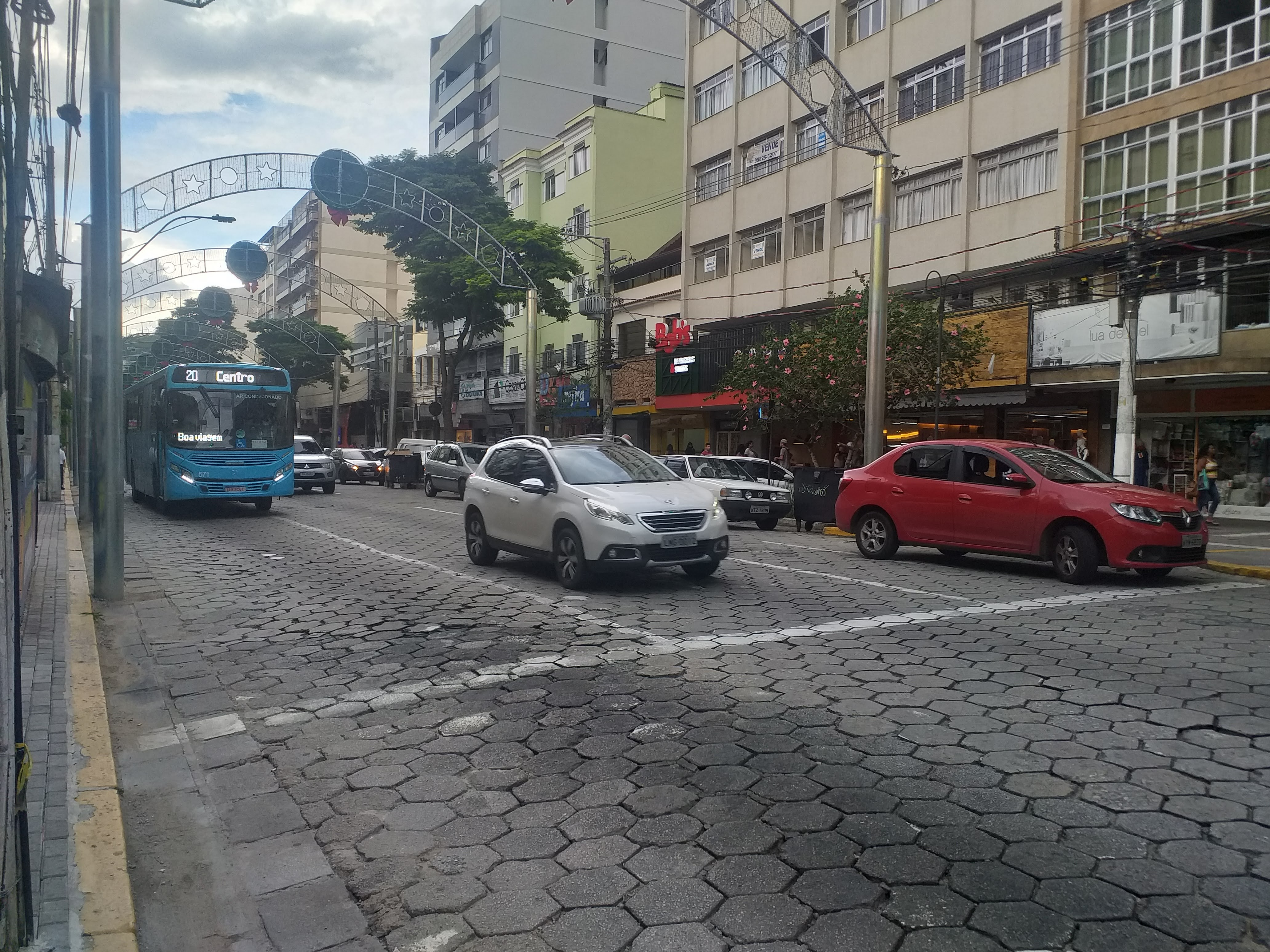
Avenida Alberto Braune

No centro da cidade, conta com o principal e importante centro comercial e econômico, que é a Avenida Alberto Braune, famosa por ser um local de compras, comércio, bancos e muito movimento. A avenida responde pela maior concentração de lojas da cidade.

## Transportes

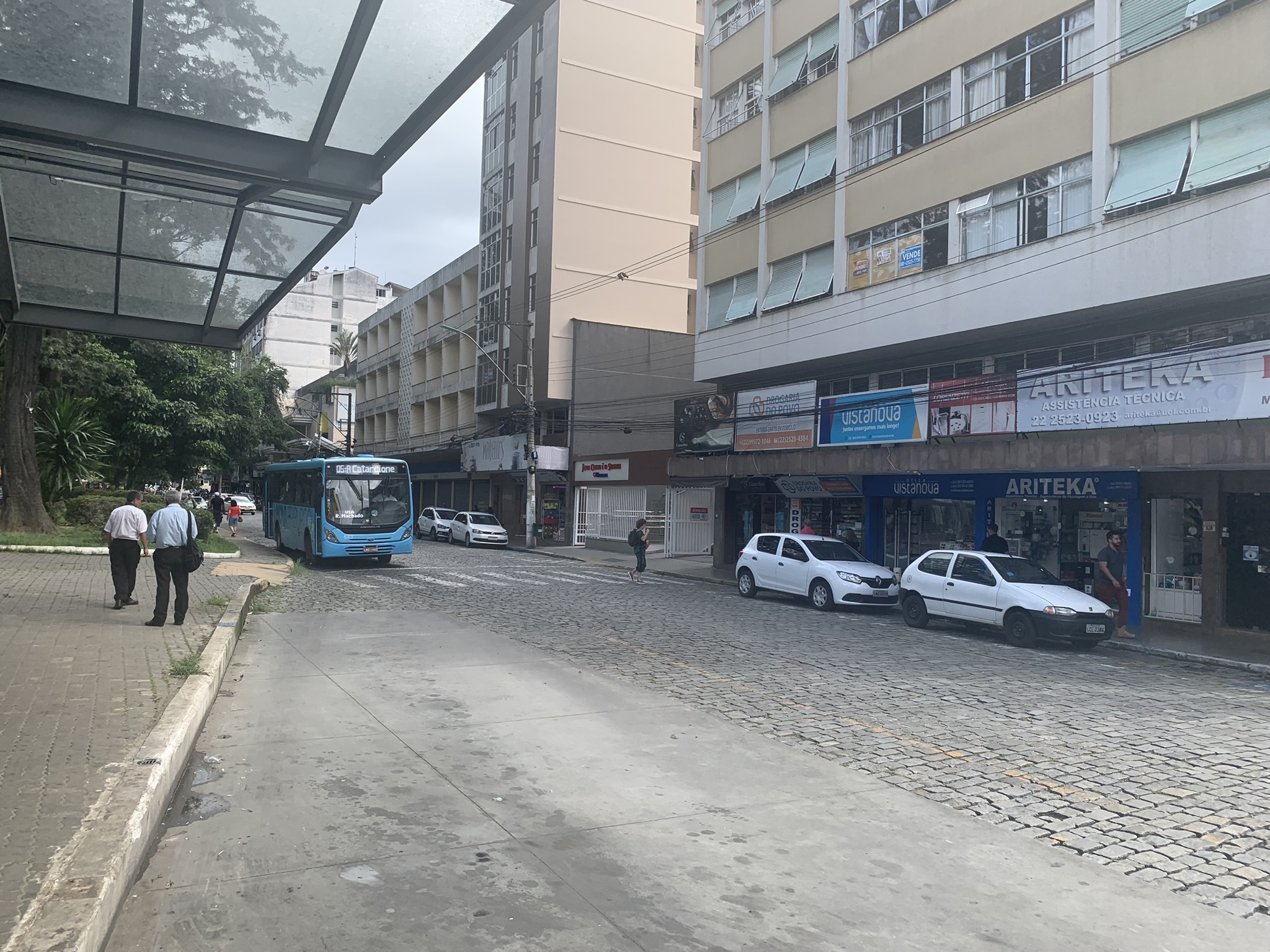
Rodoviária da NovaFaol

O distrito sede conta com o terminal rodoviário da NovaFaol, no centro da cidade. Existe a antiga rodoviária urbana, hoje chamada de Estação Livre, que atende à cidade nas linhas urbanas e rurais.

## Turismo
O principal ponto turístico de distrito sede são:

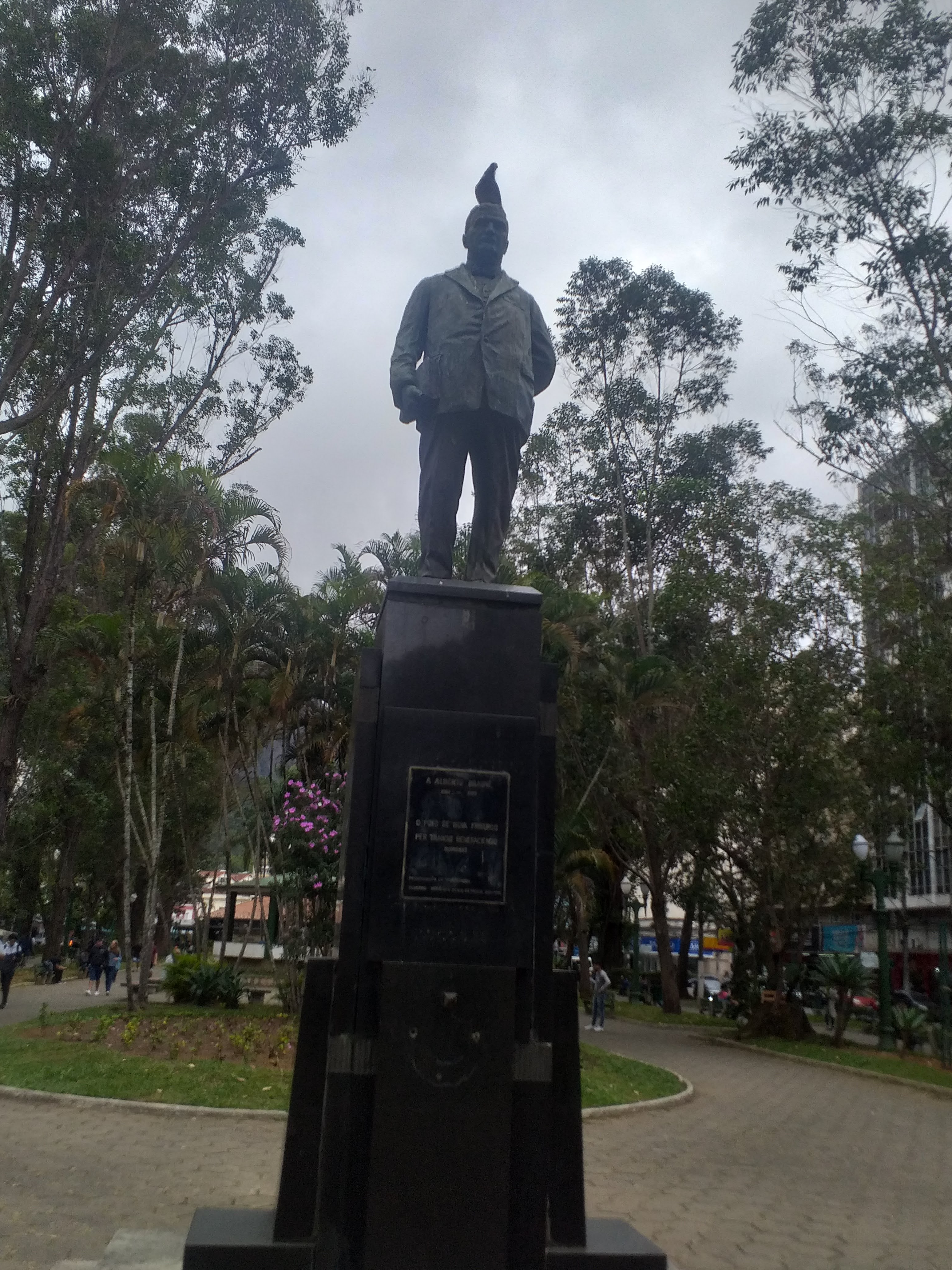
Praça Getúlio Vargas

- Praça do Suspiro
- Praça Getúlio Vargas
- Praça Demerval Barbosa Moreira
- Nova Friburgo Country Clube
- Catedral de São João Batista
- Teleférico do suspiro[12][2]

## Bairros
O distrito sede de Nova Friburgo possui 27 bairros, sendo o bairro Olaria mais populoso do distrito sede e da cidade.